# Cerbia
Cerbia – wieś w Rumunii, w okręgu Hunedoara, w gminie Zam. W 2011 roku liczyła 117 mieszkańców.